# Coupe de la Ligue finlandaise féminine de football
La coupe de la Ligue finlandaise féminine de football est une compétition de football féminin à élimination directe opposant les clubs du Championnat de Finlande de football féminin, créée en 2007.

## Palmarès
| Saison | Vainqueur    | Finaliste          | Score       |
| ------ | ------------ | ------------------ | ----------- |
| 2007   | FC Honka     | HJK Helsinki       | 0-0, 5-4tab |
| 2008   | FC Honka     | TPS Turku          | 3-1         |
| 2009   | HJK Helsinki | United Pietarsaari | 1-0         |
| 2010   | HJK Helsinki | Åland United       | 3-0         |
| 2011   | HJK Helsinki | PK-35 Vantaa       | 0-0, 4-2tab |
| 2012   | HJK Helsinki | FC Honka           | 1-0         |